# Association Toucan-Horloge

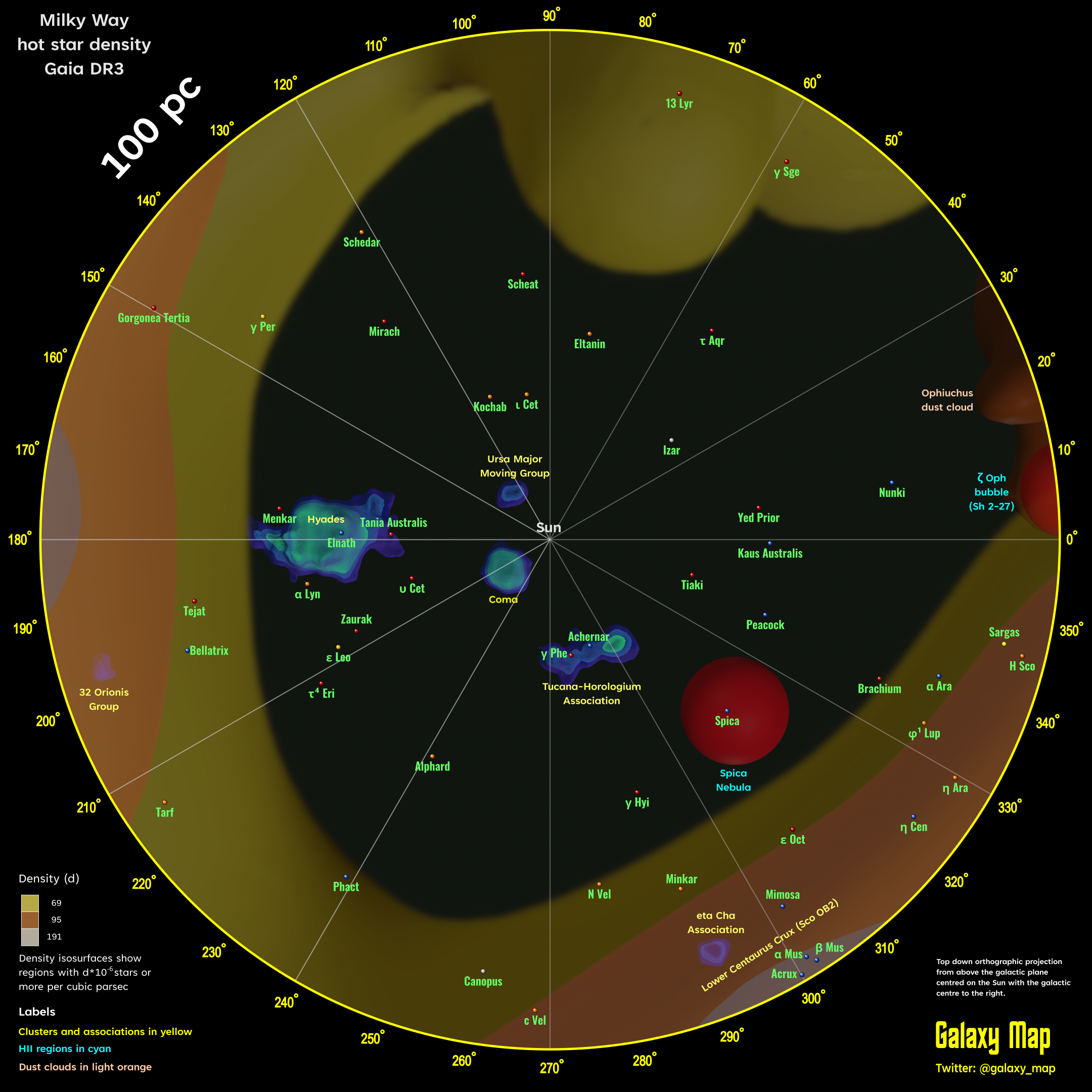
Carte des amas ouverts et des associations stellaires situées à moins de 100 parsecs du Soleil. Les étoiles les plus lumineuses sont également représentées. L'association Toucan-Horloge est à une longitude galactique de 285°.

L'association Toucan-Horloge (en abrégé Tuc-Hor ou THA), également nommée groupe mouvant de Toucan-Horloge, est une association stellaire âgée de 45 ± 4 Ma, et est l'une des associations les plus importantes situées à moins de 100 parsec (environ 330 années-lumière) du Soleil. Elle possède une taille similaire au groupe mouvant de Beta Pictoris et elle contient, comme ce dernier, plus de douze étoiles de types spectraux B, A et F. L'association est nommée d'après deux constellations australes, le Toucan et l'Horloge.
À l'origine, ce groupe n'était pas individuellement reconnu, mais ses étoiles étaient incluses dans la Great Austral Young Association (GAYA). Ce n'est que plus tard que ce complexe a été divisé en trois groupes distincts, l'association Toucan-Horloge, l'association de la Carène et l'association de la Colombe (en).

## Membres
Le membre le plus brillant de l'association Toucan-Horloge est Alpha Pavonis, une étoile massive de type B en train de quitter la séquence principale. L'association contient également les étoiles du groupe de Beta Tucanae. Un autre membre notable est DS Tucanae, une étoile binaire dont la composante primaire possède une exoplanète qui transite devant l'étoile. AB Pictoris a été considérée comme un membre de Tuc-Hor, mais elle semble plus probablement appartenir à l'association de la Carène.
Les membres de cette jeune association sont des cibles potentielles pour l'imagerie directe de disques circumstellaires et d'exoplanètes. Ses étoiles sont en effet proches de la Terre et les planètes sont jeunes, si bien qu'elles émettent plus de rayonnement infrarouge, qui peut être utilisé par les techniques d'imagerie directe. Des disques de débris ont été détectés autour de certains de ses membres. On peut citer HD 1466, HD 10472, DK Ceti, CPD-74 192, HD 21997, HD 32195, HD 37484, HD 38206, V1358 Orionis et HD 85672. L'étoile HD 202917 possède un disque de débris qui a été imagé directement par le télescope spatial Hubble. La naine brune 2MASS J02265658-5327032 est probablement membre de l'association Tuc-Hor et possède également un disque circumstellaire, ce qui est inhabituel pour un astre de cet âge. Certains scientifiques nomment ces disques relativement vieux des disques « Peter Pan » (en),
Plusieurs planètes ont également été directement observées autour d'étoiles membres de l'association, ce qui inclut 2MASS 0219-3925 b et 2MASS 0103(AB) b.
La liste ci-dessous répertorie quelques-uns des membres de l'association. Elle se concentre sur les étoiles de type B, A et F, et comprend également d'autres étoiles ou naines brunes notables.
| Nom                     | Distance (al), | Type spectral | Magnitude apparente |
| ----------------------- | -------------- | ------------- | ------------------- |
| α Pavonis               | 179            | B2IV          | 1,91                |
| φ Eridani               | 154            | B8V           | 3,56                |
| ε Hydri                 | 152            | B9IV          | 4,12                |
| β1 Tucanae              | 135            | B9V           | 4,36                |
| HD 24072                | 172            | B9,5Van       | 4,71                |
| β2 Tucanae              | 166            | A2V           | 4,77                |
| η Tucanae               | 154            | A1Va+n        | 4,99                |
| β3 Tucanae              | 150            | A0V           | 5,07                |
| HD 24071                | 172            | A1Va          | 5,25                |
| HD 20121                | 139            | F4V+F9V       | 6,01                |
| HD 154431               | 181            | A5V           | 6,07                |
| HD 19545                | 177            | A3V           | 6,18                |
| HD 12894                | 151            | F4V           | 6,45                |
| HD 207964               | 152            | F0IV          | 6,56                |
| HD 200798               | 227            | A5/6IV/V      | 6,70                |
| HD 30051                | 220            | F2IV          | 7,12                |
| HD 24636                | 186            | F3IV/V        | 7,13                |
| HD 207575               | 153            | F6V           | 7,22                |
| HD 1466                 | 140            | F8V           | 7,45                |
| HD 53842                | 189            | F5V           | 7,46                |
| HD 20385                | 159            | F6V           | 7,49                |
| HD 13246                | 149            | F7V           | 7,50                |
| HD 17250                | 186            | F7V           | 7,88                |
| HD 32195                | 205            | F7V           | 8,12                |
| DS Tucanae              | 149            | G6V           | 8,49                |
| DK Ceti                 | 135            | G4V           | 8,66                |
| HD 202917               | 153            | G7V           | 8,67                |
| BS Indi                 | 172            | G9V           | 8,87                |
| CC Phoenicis            | 130            | K1V           | 9,38                |
| BO Microscopii          | 218            | K3Ve          | 9,45                |
| V857 Arae               | 194            | G8V           | 9,50                |
| AT Columbae             | 254            | K1Ve          | 9,58                |
| CT Tucanae              | 144            | M0Ve          | 11,47               |
| GJ 3054                 | 134            | M1,5V         | 11,97               |
| AF Horologii            | 142            | M2Ve          | 12,13               |
| 2MASS 0103              | 154            | M5,0+L        | 15,40               |
| 2MASS 0219-3925         | 131            | M6γ+L4γ       | 11,32 (bande J)     |
| 2MASS J02265658-5327032 | 152            | L0δ           | 15,40 (bande J)     |